# Russel L. Honoré
Russel L. Honoré (né le 15 septembre 1947,) est un officier militaire à la retraite américain.
Il est surtout connu pour avoir coordonné les efforts militaires de reconstruction de la Côte du Golfe à la suite des dévastations de l'ouragan Katrina (2005). Il a aussi agi comme commandant de la 2e division d'infanterie de l'armée américaine stationnée en Corée du Sud.
Il a été le 33e général de la 1re armée des États-Unis stationnée à Fort Gillem (en) en Géorgie aux États-Unis.
Il a quitté l'armée américaine le 11 janvier 2008 avec le grade de lieutenant général.
Le 15 janvier 2021, la présidente de la Chambre des représentants Nancy Pelosi annonce que Honoré mènerait une enquête sur la sécurité du Capitole des États-Unis à la suite de l'assaut du Capitole par des partisans de Donald Trump.
Le 15 février 2021, Pelosi annonce que Honoré va diriger une commission d'enquête sur l'assaut du Capitole dans le but notamment de « faire rapport sur les faits et causes liés à l'attaque terroriste intérieure ».